# Ornament-Teppichhai
Der Ornament-Teppichhai (Orectolobus ornatus, ursprünglich Crossorhinus ornatus, zeitweise auch Orectolobus devisi) ist ein Echter Hai aus der Familie der Teppichhaie (Orectolobidae). Er lebt im West-Pazifik um das östliche Indonesien, vor Papua-Neuguinea sowie vor der australischen Ost- und Südküste. Südlicher gesichtete, meist größere Exemplare werden zum Teil einer eigenen Art, Orectolobus halei, zugeordnet.

## Merkmale
Die Art ist flach mit breitem Kopf und Körper und erreicht eine Länge von maximal knapp 2,90 m. Rund um den Oberkiefer trägt sie, zum Teil verzweigte, Barteln. Die Färbung ist von rötlichem Hellbraun, auf Kopf, Rücken und Schwanz trägt die Art Sättel von auffälligen, schwarz gepunkteten Zeichnungen, die ihr den Namen geben.

## Lebensweise
Der Ornament-Teppichhai lebt auf dem Kontinentalschelf in Buchten, über algenbedeckten Felsen und vor Korallen-Riffen in Tiefen von bis zu 100 m. Er jagt nachts kleinere Haie und Rochen, Kopffüßer und Krebstiere, tagsüber hält er sich versteckt. Die Art ist ovovivipar.